# Hlîboke, Borîspil
Hlîboke (în ucraineană Глибоке) este localitatea de reședință a comunei Hlîboke din raionul Borîspil, regiunea Kiev, Ucraina.

## Demografie
Componența lingvistică a localității Hlîboke
     Ucraineană (97,25%)
     Rusă (2,47%)
     Alte limbi (0,19%)
Conform recensământului din 2001, majoritatea populației localității Hlîboke era vorbitoare de ucraineană (97,25%), existând în minoritate și vorbitori de rusă (2,47%).